# Frații Murad
Mohammad, Hassan și Ahmed Murad sunt oameni de afaceri din România, de origine libaneză. Frații Murad dețin în România companiile Glina - producție de conserve din carne, Valahia 2002 - prelucrarea și conservarea legumelor și fructelor, semipreparate congelate din carne, Sima Prod - fabricarea condimentelor, Roman Investments - prelucrarea și conservarea legumelor și fructelor. Frații Murad dețin și marca de conserve din pate Mandy Foods și lanțul de restaurante fast-food Spring Time.
Frații Murad mai activează atât în domeniul construcțiilor, cât și în cel hotelier, Mohammad Murad cel mijlociu, controlând compania de construcții Triumf Construct, lanțul de hoteluri Phoenicia din București și hotelurile Amfiteatru, Panoramic, Belvedere (Neptun-Olimp), Majestic (Mamaia, Olimp și Jupiter), Perla (Mamaia) și Forum (Costinești).
Mohammad Murad avea o avere estimată la 160-180 milioane de euro în 2022.